# Château de Digoine (Palinges)
Pour les articles homonymes, voir château de Digoine.
Le château de Digoine est un édifice situé sur le territoire de la commune de Palinges, en France, département de Saône-et-Loire, en région Saône-et-Loire. 
Il se trouve sur un léger mamelon dominant la rive gauche de la Bourbince.
C'est l'un des quatorze lieux d'exception ouverts au public réunis depuis une vingtaine d'années au sein de « La Route des châteaux en Bourgogne du Sud ».

## Description

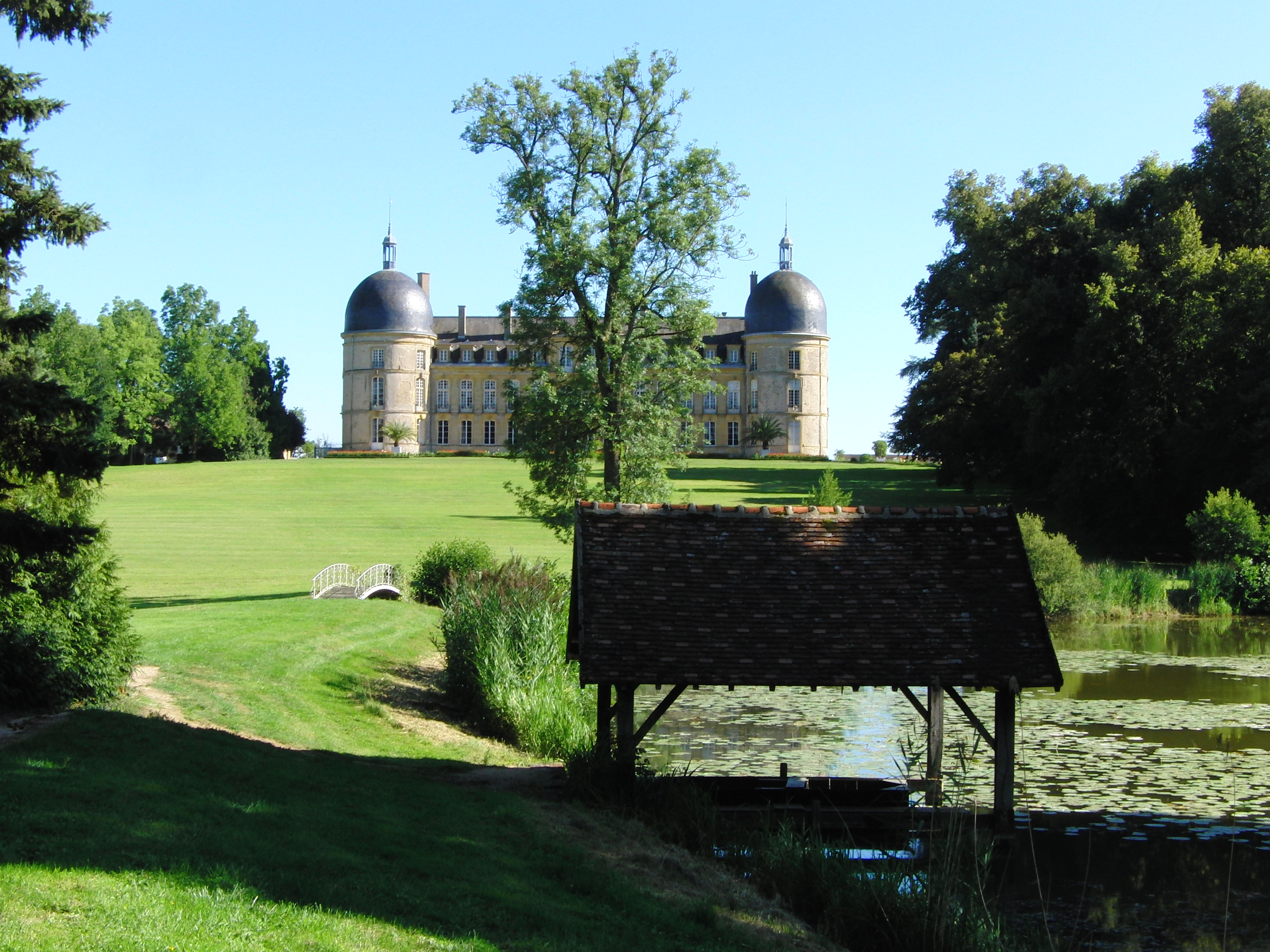
Façade nord du château et son parc à l'anglaise.

Après le mariage en 1390 de Robert Damas avec Marie de Digoine, construction du château dont subsistent les deux tours de la façade nord.
Ce château du XVIIIe siècle est en partie l'œuvre de l'architecte Edme Verniquet (1727-1804).
Au XIXe siècle, il fut ornementé de décors de Clodion (décors aquatiques du nymphée de l'Hôtel de Besenval). Il est agrémenté d'un petit théâtre privé dit à l'italienne, décoré par Pierre Luc Charles Ciceri et prisé tant par Jacques Offenbach que par Sarah Bernhardt. Sa bibliothèque circulaire d'inspiration néogothique est remarquable.
La construction comprend un corps principal de plan rectangulaire allongé flanqué aux deux angles de la façade Nord de grosses tours circulaires et, aux deux extrémités de la façade Sud, de courtes ailes en retour d'équerre.
Côté parc, précédé par un degré de six marches, l'avant-corps central de trois travées comporte un étage-attique qui équilibre celui des deux tours coiffées de bulbes surmontés de lanternons. Cet avant-corps comporte, au rez-de-chaussée, six colonnes à chapiteaux ioniques, à l'étage, six colonnes à chapiteaux composites et à l'étage-attique, des pilastres à chapiteaux corinthiens altérés, le tout étant couronné de trophées. Les balcons sont constitués d'un entablement composite légèrement incurvé au centre et d'appuis-corps en fer forgé.
Côté Sud, la façade est animée par un avant-corps central à peine saillant couronné d'un fronton triangulaire très bas dont le tympan est sculpté d'armoiries.
Le grand vestibule d'entrée, dallé de marbre noir et blanc, est décoré de bas-reliefs représentant des divinités aquatiques et de bancs de pierre reposant sur des pattes de lion. Les salons ont des boiseries de style Louis XIV. Dans l'un des tours, une bibliothèque de style troubadour, avec des boiseries en loupe d'orme et une cheminée en marbre, a été aménagée vers 1825. Le théâtre possède un plafond circulaire dont le décor fait alterner candélabres, guirlandes de fleurs, instruments de musique, angelots et monstres ailés portant des armoiries, dont le balcon blanc et or est également pourvu.
Une large allée, entre deux parterres de gazon ponctués de buis taillés, sépare la façade Sud de la grille d'entrée. Un vaste parc à l'anglaise de 35 hectares, un jardin à la française et une serre datant du XIXe siècle ainsi qu'un étang de 5 hectares complètent l'ensemble. Ces jardins ont le label « Jardin remarquable » depuis 2005.
Le château est ouvert au public.

## Protection

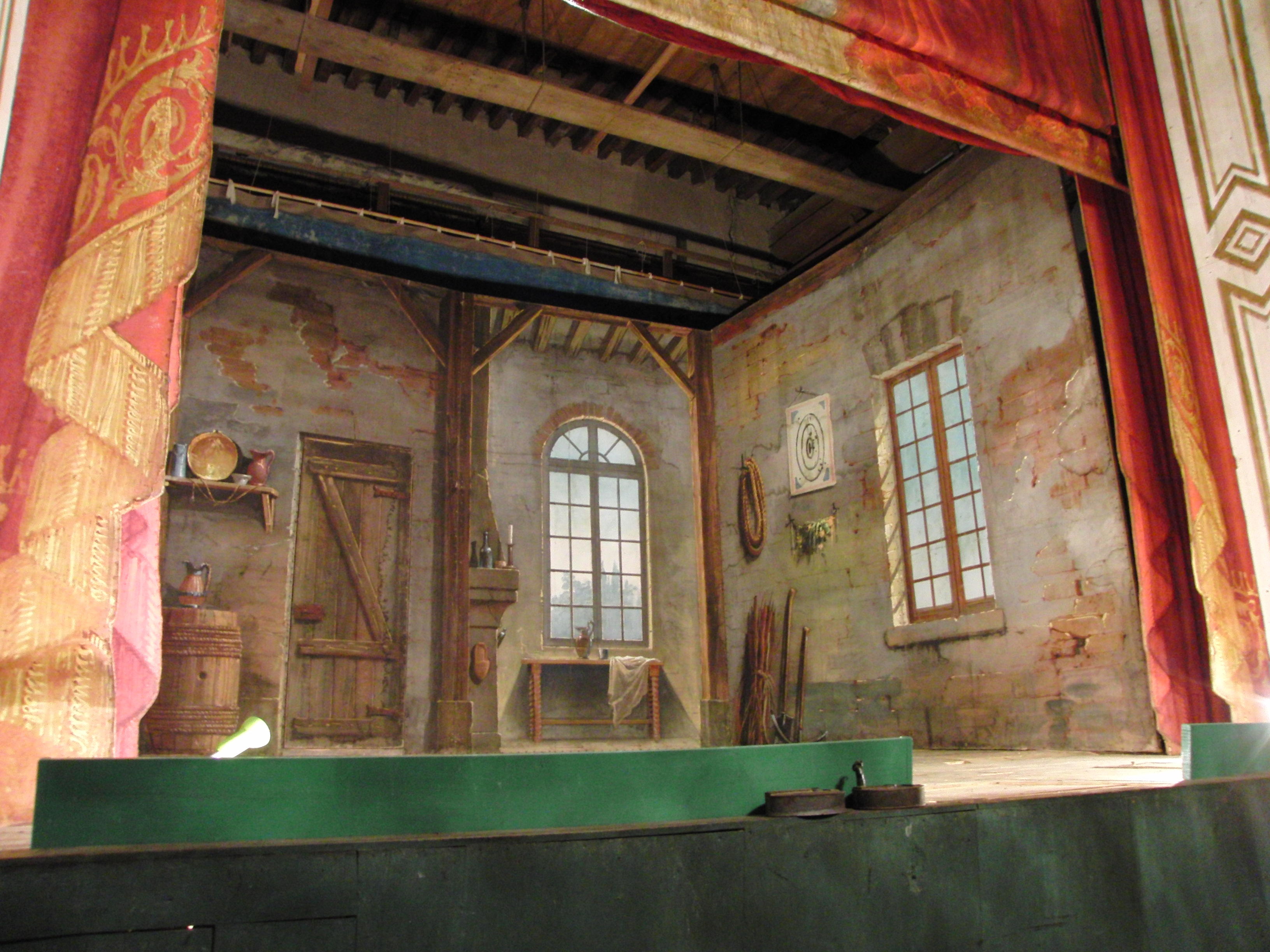
Scène du théâtre du château.

Après un premier arrêté de protection en 1971, le château fait à présent l'objet de deux protections distinctes.
Le pavillon d'angle nord-ouest, les façades et toitures des dépendances ouest et est, incluant dans ces dernières le décor dans la chapelle fait l’objet d’une inscription au titre des monuments historiques depuis le 1er décembre 1986.
Cette protection est complétée par la suivante : le château en lui-même et le théâtre dans la maison du régisseur, la terrasse sud, les deux tours d'angle, ainsi que le fossé, le pont, la grille d'honneur en fer forgé et son avenue d'accès principal, la grille de l'avenue menant au canal, et enfin le jardin potager et aux fleurs en contrebas de la terrasse, avec la serre du XIXe siècle, le parc et l'étang nord font l’objet d’un classement au titre des monuments historiques depuis le 5 juillet 1993.

## Historique
Le château fut successivement la demeure des familles de Digoine, de Damas, de Reclesne, de La Coste Messelière et Moreton de Chabrillan.
- Xe siècle : la famille de Digoine bâtit une maison forte sur une motte et la dote d'une grant tour.
- fin du XIIIe siècle : le fief échappe à la vassalité du comte de Clermont, seigneur de Charolles.
- 1481 : Chrétien de Digoine, dernier représentant mâle de cette famille à posséder le château, est décapité pour avoir pris le parti de Marie de Bourgogne; sa fille unique, Anne de Digoine, porte tous ses biens à Jean de Damas de Marcilly, qu'elle avait épousé en 1472.
- 1700 : après les Damas, le domaine est vendu par décret à François de Reclesne.
- 1709 : après avoir rasé la vieille forteresse, le fils du précédent, Claude-Éléonore de Reclesne entreprend la construction d'un nouveau château.
- 1750-1770 : remaniement entre ces deux dates par Edme Verniquet (reconstruction de la façade méridionale et création du parc de 35 hectares).
- 1770 : achèvement de la construction par la fille du précédent, Jacqueline-Éléonore de Reclesne, épouse de Louis Frotier de la Coste-Messelière.
- époque révolutionnaire : leur héritière, Marie-Élisabeth, n'émigre pas et transmet par mariage le patrimoine familial à Jacques-Henri-César de Moreton-Chabrillan, à qui on doit une partie du décor intérieur et des aménagements extérieurs.
- 1908 : Philibert le Borgne, baron d'Ideville, lointain cousin du dernier des Chabrillan qui était mort célibataire et dont il avait pris la suite, disparaît sans héritier direct.
- 1909 : vente du domaine à Pierre de Croix.
- XXe siècle : celui-ci entreprend une vaste campagne de restauration avec l'aide de sa femme, Denyse du Chastel de La Howarderie.
- époque moderne : le château a été vendu « vide » à  Jean-Louis Remilleux début 2012[5],[6]. Le propriétaire va acquérir des éléments originaux du château lors d'une grande vente aux enchères parisienne, mais il va aussi placer ses collections d'objets anciens afin de meubler les pièces du château[7].
- 2022 : première édition du spectacle immersif « 1900 » (reconduit en 2023), auquel ont assisté quelque 14500 visiteurs[8].